# Aeroportul Murcia–San Javier
Aeroportul Murcia-San Javier (IATA: MJV, ICAO: LELC) este un aeroport din San Javier⁠(d), Regiunea Murcia, Spania ce deservește zona Murcia. Aeroportul a fost tranzitat în 2022 de 0 pasageri. A fost deschis în 1929 și numit după zona deservită.
Situat la o altitudine de 9 m, aeroportul dispune de 2 piste.

## Infrastructură

### Piste
Aeroportul dispune de 2 piste. Pista 05R/23L are suprafața de asfalt și dimensiunile 2.320 m × 45 m. Pista 05L/23R are suprafața de asfalt și dimensiunile 1.577 m × 45 m. 